# Hill Country Village
Hill Country Village è un centro abitato degli Stati Uniti d'America, situato nella contea di Bexar dello Stato del Texas.
È un'enclave di San Antonio e fa parte della area metropolitana di San Antonio.